# Землетрус в Індонезії (2012)
Землетрус руйнівної сили біля західного узбережжя Північної Суматри магнітудою 8,6 бала відбувся 11 квітня 2012 року о 14 годині 38 хвилин за місцевим часом. Епіцентр землетрусу знаходився на відстані 435 км на північний захід від Банда-Ачех, а гіпоцентр залягав в Індійському океані на глибині 23 км. Через 125 хвилин стався потужний афтершок магнітудою 8,2 бала на відстані 615 км на північний захід від Банда-Ачех на глибині 16 км.

## Наслідки
Незважаючи на значну силу, землетрус не завдав сильного збитку. У перші години після основного поштовху відбулося відключення електропостачання. П'ять осіб померли від серцевого нападу, ще 4 людини постараждали в провінції Ачех - найближчій до епіцентру.

## Цунамі

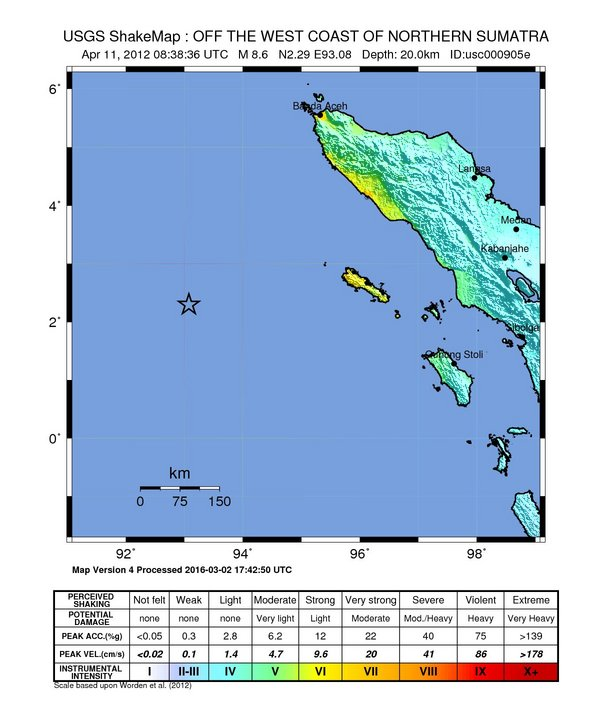
Карта інтенсивності землетрусів

Відразу після землетрусу було оголошено про загрозу цунамі, але незабаром вона була знята  . Невеликі хвилі (близько 20 см) були замічені біля острова Великий Нікобар, 10-сантиметрові хвилі були замічені в Таїланді. Індонезійське агентство метеорології, кліматології і геофізики повідомило про три невеликих цунамі на узбережжі провінції Ачех (до 80 см). Хвилі висотою 1 м досягли острова Сімелуе, збитку завдано не було.